# Why Am I Dead At Sea
Why Am I Dead At Sea — компьютерная ролевая игра, разработанная и изданная Peltast Software в 2015 году. Композитором игры выступил Билл Кайли. Игра была выпущена 12 мая 2015 года для Windows и MacOS. Действие игры происходит на круизном судне Douce Amere, главный герой — потерявший память призрак, которого вернул в материальный мир мальчик-медиум, один из пассажиров судна. Управляя призраком, игрок должен выяснить, что произошло на судне и почему протагонист умер посреди открытого моря.
В игре представлено 9 уникальных персонажей, каждый со своими способностями, отличительными чертами и своей ролью на корабле. Для взаимодействия с ними игра предоставляет игроку ряд необычных игровых механик: управляемый игроком призрак может овладевать другими персонажами, а также читать их мысли, оформленные в виде всплывающих обрывков текста. Графическое оформление игры роднит её с Earthbound, культовой игрой на Super NES, а завязка, построенная на том, как призрак расследует собственное убийство — с такими детективными играми как Murdered: Soul Suspect и Ghost Trick: Phantom Detective.
Игра получила, в основном, положительные отзывы от критиков. Её хвалили за колоритный и хорошо проработанный набор персонажей, а также за умелую работу с ретро-графикой и саундтреком. В то же время отмечалась некоторая однообразность и линейность игрового процесса. Игра была оценена в 3.5 из 5 на Adventure Gamers и Game Rant, а также в 75 из 100 в CD-Action.

## Разработка и выпуск
В 2012 году разработчик игры Патрик Макграт выпустил Why Am I Dead — бесплатную короткую и забавную Flash-игру со схожей завязкой. Как и в Why Am I Dead At Sea, в этой игре нужно было, управляя призраком, раскрыть собственное убийство. Игра была, в целом, положительно встречена и через неделю после выпуска попала на главную Newgrounds. Why Am I Dead была для Патрика скорее учебным проектом для ознакомления с Flash и ActionScript, а не чем-то серьёзным, поэтому положительные отзывы и интерес к свежевыпущенной игре оказались для него неожиданными. Игра оставляла за собой много неувязок и открытых вопросов:
1. Действительно ли призрак завладевает кем-то или всего лишь следует за ним «по пятам»?
2. Каким вообще образом главный герой вернулся с того света в виде призрака?
3. Происходит ли это со всеми жертвами убийств или игровой персонаж — исключение?

Понимая это, вдохновлённый успехом первой игры Макграт приступил к разработке «более серьёзного» сиквела. Работа над игрой началась в 2013 году и, по планам разработчика, должна была завершиться за шесть месяцев. Реальный объём работ оказался сильно недооценён, поэтому разработка растянулась на два года, большую часть из которых Макграт пробыл в Китае, подрабатывая учителем английского языка. В 2014 году Патрик вернулся в Америку и целиком посвятил себя работе над игрой.
Игра прошла Steam Greenlight и была выпущена 11 мая 2015 года. За первый месяц было продано около 300 копий игры, что принесло разработчику около 3 тысяч долларов и покрыло затраты на её производство. За следующие четыре месяца было продано ещё около 100 экземпляров. Доход игры неравномерно распределился по времени и большая его часть пришла значительно позже выхода игры. Так, в 2016 году доходы от игры примерно в два раза превысили таковые в 2015. К лету 2018 года суммарное число проданных копий достигло 10 тысяч, а общая выручка превысила 30 тысяч долларов.

## Игровой процесс
Основным игровым персонажем является призрак, который не может взаимодействовать с миром напрямую. В связи с этим, игрок вынужден вселяться в обитателей судна и побуждать их делать те или иные действия. При этом чтобы овладеть чьим-то телом, призраку нужно либо знать уязвимые места в психике этого персонажа, либо чтобы персонаж изначально был достаточно открытый и слабовольный. Так, игрок может овладеть Элтоном почти в самом начале игры, но ко всем остальным обитателям Douce Amere сперва придётся найти правильный подход. Обычно это значит, что с ними нужно пообщаться, управляя при этом кем-то, кому они доверяют.
В игре выделяется два уровня контроля над персонажами: «слабый» контроль позволяет лишь направлять персонажа в определённые места на судне или побуждать к взаимодействию с остальными. При этом доступные к использованию реплики и действия будут состоять только из тех, которые свойственны именно этому персонажу. Если же узнать о персонаже достаточно много, то в какой-то момент это откроет «полный» контроль над ним, который позволит призраку общаться с остальными напрямую через тело этого персонажа или делать то, что этот человек сам по себе делать бы не стал.
Каждый из персонажей имеет свою роль на корабле, а также некоторую уникальную способность. Некоторые из них имеют лишь косметический эффект, в то время как другие могут оказаться полезными. Например, Элтон может поменять музыку, которая сейчас играет, Гвен может подсмотреть, что происходит за закрытой дверью, а Сью может проверить, что лежит у того или иного персонажа в карманах. По ходу игры игрок должен в правильном порядке организовывать взаимодействие персонажей друг с другом, используя их способности и взаимоотношения, чтобы получать крупицы информации, которые позволят ему двигаться дальше по сюжету.

## Сюжет

Собрание персонажей по поводу исчезновения капитана. По часовой стрелке, начиная сверху: Фердинанд, Олтон, Гэрв, Квелла, Дэррил, Гвен, Сью, Маркурио

Игра начинается с нескольких обрывочных сцен от первого лица, демонстрирующих убийство главного героя. Вскоре после этого в его посмертные переживания кто-то врывается и возвращает на корабль. Оказывается, что в мир живых главного героя вернул мальчик по имени Пауло, обладающий экстрасенсорными способностями, которые не до конца ясны даже ему самому. Он сообщает игроку, что тот был убит, а также что на круизный паро́м Douce Amere, на котором они находятся, надвигается что-то страшное и ему нужна помощь игрока, чтобы это предотвратить. Так как протагонист на момент начала игры ничего о себе не помнит, начать Пауло предлагает с того, чтобы выяснить, кем же он был, а также кто и при каких обстоятельствах его убил.
В начале игры единственным персонажем, чьим телом можно завладеть, является Элтон — мягкосердечный и наивный диджей корабля. Управляя им, игрок узнаёт, что прошлой ночью к официантке Сюй, в которую Элтон влюблён, вломились в каюту и украли драгоценную вазу. Игроку предоставляется возможность вести их расследование, попутно знакомясь с остальными обитателями судна. Достаточно быстро обнаруживается, что проблемы Сюй — лишь малая часть странностей на корабле и убийца протагониста — далеко не единственный на пароме, у кого есть свои секреты.
По ходу игры выясняется, что капитан корабля Смилла куда-то пропала, и именно её призраком управляет игрок. Из личного дневника капитана игрок узнаёт, что с самого начала круиза на корабле происходило что-то странное — из кухни пропадали припасы, а фактический уровень ватерлинии не соответствовал расчётному, что свидетельствовало о том, что корабль перегружен. В какой-то момент Смилла подобралась слишком близко к разгадке происходящего на корабле, из-за чего была убита и выброшена за борт. Своё расследование также ведёт Донован, агент ФБР под прикрытием, пытающийся выследить скрывающегося на пароме серийного убийцу. Как и Смилла, в критический момент Донован подвергается нападению и, предположительно, погибает.
Благодаря действиям игрока, обитателям судна становится известно о происходящем и они вместе отправляются в тайный отсек корабля, о существовании которого ранее узнали Смилла и Донован. Там они обнаруживают нескольких женщин в бессознательном состоянии и израненного, но живого Донована с пистолетом, который угрожает застрелить всех, кто подходит под его описание серийного убийцы, если собравшиеся здесь и сейчас не выяснят, кто именно из них преступник. Развязка игры зависит от действий игрока и того, сумеет ли он, управляя остальными персонажами, собрать вместе имеющиеся у них разрозненные куски головоломки и убедить Донована.

## Оценки и мнения
| Иноязычные издания | Иноязычные издания |
| Издание            | Оценка             |
| ------------------ | ------------------ |
| Adventure Gamers   | 3,5/5              |
| Game Rant          | 3,5/5              |
| CD-Action          | 70/100             |

Обозреватель приключенческих игр Adventure Gamers пишет, что графика и звуковое сопровождение игры характерны для ранней эпохи Nintendo и таких культовых игр как Earthbound. Отмечается, что каждый персонаж в игре уникален и по своему выделяется среди других. Так, Элтона легко узнать по его ярко-зелёным наушникам, а Квеллу — по фиолетовой косынке на голове. Это отражается и в саундтреке, который меняется в зависимости от того, каким персонажем сейчас управляет игрок. В случае Квеллы это непринуждённая и жизнерадостная мелодия, в то время как сопровождающая Гэрва мелодия достаточно грустна и пессимистична. Реплики героев сопровождаются характерной трелью, по тембру и такту которой можно легко узнать, кто из них сейчас «говорит». Уникальны и изображения, на фоне которых всплывают мысли персонажей когда игрок их читает. У Квеллы на заднем плане медленно появляются и исчезают песочные часы, в то время как фон Гвен состоит из нескольких широко открытых и беспорядочно бегающих из стороны в сторону глаз. Не смотря на выраженную минималистичность графики, автору очень хорошо удаётся раскрыть индивидуальность каждого персонажа. В то же время отмечается, что все «головоломки» в игре завязаны на диалогах и заключаются в том, чтобы подобрать правильную комбинацию из персонажа, которым управляет игрок и того, с кем этот персонаж разговаривает. Хотя сами по себе такие головоломки вполне логичны, по мере развития сюжета становится всё сложнее помнить, какие из комбинаций уже были испробованы, из-за чего игровой процесс может свестись к утомительному перебору пар персонажей для взаимодействия.
По мнению Game Rant, игра объединяет в себе черты графики Earthbound и элементы таких призрачных детективов как Murdered: Soul Suspect и Ghost Trick: Phantom Detective, но при этом ей удаётся быть чем-то захватывающим и уникальным за счёт её ярко выраженной индивидуальности и интригующей игровой механики. Кат-сцены, симулирующие чтение мыслей, отмечаются как один из наиболее чарующих элементов игры — в них хаотичный внутренний мир персонажей передаётся с помощью абстрактных графических элементов, беспорядочно всплывающих фраз и специфического музыкального сопровождения. Также указывается, что все персонажи игры глубоко проработаны и клубок из их предысторий постепенно и органично распутывается по ходу игры. Как кат-сцены при чтении мыслей, так и особые способности персонажей, будь они забавными или грустными, вбирают в себя самую суть персонажа, к которому они относятся. В то же время, сам игровой процесс зачастую становится однообразным из-за необходимости перебирать все возможные перестановки в общении персонажей друг с другом. Тем не менее, отмечается, что даже если игрок «застрянет» в прохождении на несколько часов, невероятная атмосфера и неотразимые персонажи игры с лихвой компенсируют это.